# Alosa mediocris
Alosa mediocris és una espècie de peix de la família dels clupeids i de l'ordre dels clupeïformes.

## Morfologia
- Els mascles poden assolir 60 cm de llargària total.[2]
- Nombre de vèrtebres: 53-55.[3]

## Paràsits
És parasitat per nematodes, cestodes i trematodes.

## Alimentació
Menja peixets, calamars, crancs petits i altres crustacis, i ous de peix.

## Distribució geogràfica
Es troba a l'Atlàntic occidental: al llarg de la costa entre Maine i Florida (Estats Units).